# Blepisanis hovorkai
Blepisanis hovorkai là một loài bọ cánh cứng trong họ Cerambycidae.